# Mochizuki Chiyome
Mochizuki Chiyome (望月 千代女 (Vọng Nguyệt Thiên Đại Nữ)), còn gọi là Mochizuki Chiyojo (望月 千代女) or Mochizuki Chiyo (望月 千代), là một nhà thơ và nữ quý tộc người Nhật sống vào thời kỳ Chiến Quốc. Theo một tài liệu nổi tiếng mà độ xác thực còn đầy khả nghi của nhà văn viết tiểu thuyết lịch sử Inagaki Shisei, cô chính là người đã tạo ra một nhóm nữ ninja phụng sự gia tộc Takeda. Kể từ đó, cô còn xuất hiện như một nhân vật trong nhiều trò chơi điện tử và các tác phẩm hư cấu khác nữa.

## Tiểu sử
Chiyome, hậu duệ của ninja thế kỷ 15 Mochizuki Izumo-no-Kami (望月出雲守) phái Kōga-ryū, là vợ của Mochizuki Moritoki, một lãnh chúa samurai quận Saku tỉnh Shinano và là một người họ hàng xa của Izumo-no-Kami. Sau khi Moritoki bị giết trong trận Kawanakajima thứ tư vào năm 1561, Chiyome được giao lại duói sự săn sóc của daimyō Takeda Shingen, lãnh đạo gia tộc Takeda và là chú người chồng quá cố của cô. Đó là lúc Shingen tiếp cận cô và giao cho cô một nhiệm vụ quan trọng là chiêu mộ phụ nữ và tạo ra một mạng lưới ngầm kunoichi (nữ ninja) và thuê họ chống lại các lãnh chúa đối địch. Kế hoạch của Takeda là sở hữu những người phụ nữ được huấn luyện đầy đủ có thể đóng vai trò gián điệp và đặc vụ dùng để thu thập tin tức và gửi những thông điệp được mã hóa cho các đồng minh của ông; Chiyome là ứng cử viên sáng giá nhất cho việc này, vì cô trực thuộc hệ phái ninja Kōga từ lâu đời. Cô đã chấp nhận nhiệm vụ này, thiết lập hoạt động của mình tại làng Nezu (jp:祢津村) ở miền Shinshū (nay là thành phố Tōmi, Nagano), và bắt đầu tìm kiếm và huấn luyện các ứng viên tiềm năng.
Chiyome tuyển mộ cả gái điếm và những phụ nữ bướng bỉnh khác, nạn nhân của cuộc nội chiến thời kỳ Chiến Quốc, và những cô gái trẻ mồ côi, bị thất lạc hoặc bị bỏ rơi. Nhiều người tin rằng cô đang giúp đỡ những người phụ nữ này và cho họ cơ hội bắt đầu một cuộc sống mới, nhưng thực tế họ đã được huấn luyện để trở thành người thu thập thông tin và người xác minh, người quyến rũ, người đưa tin và sát thủ khi cần thiết. Những người phụ nữ này được dạy tất cả các kỹ năng của một miko (người giữ đền Shinto hoặc một nữ tu sĩ lang thang), cho phép họ đi chu du hầu như bất cứ nơi nào mà không bị nghi ngờ, được tiếp thu một nền giáo dục mang hơi hướng tôn giáo để hoàn thành việc ngụy trang. Theo thời gian, kunoichi của Chiyome đã học cách sử dụng hiệu quả nhiều kiểu cải trang hơn như con hát, kỹ nữ hoặc geisha, cho phép họ di chuyển tự do trong các ngôi làng, thị trấn, lâu đài và đền thờ, và tiếp cận mục tiêu của họ. Cuối cùng, Chiyome và kunoichi của mình đã thiết lập một mạng lưới gồm 200–300 gián điệp phục vụ nhà Takeda và Shingen luôn được thông báo về mọi hoạt động, đưa ông đi trước một bước so với đối thủ cho đến khi ông mất vào năm 1573, kể từ đó Chiyome biến mất khỏi các nguồn sử liệu.

## Tranh cãi lịch sử
Người ta nghi ngờ rằng tên của Chiyome chỉ xuất hiện sau khi cuốn sách Khảo chứng Lịch sử Nhật Bản (考証日本史) xuất bản năm 1971 được viết bởi nhà văn phi học thuật Inagaki Shisei (稲垣史生).Yoshimaru:p282 Trong cuốn sách này, Inagaki:
1. Mô tả chi tiết về Trận Kawanakajima thứ tư.Yoshimaru:p282
2. Khẳng định rằng Moritoki Mochizuki là chồng của Chiyome và anh ta đã chết trong trận đánh này.Yoshimaru:p282
3. Trình bày một văn bản lịch sử chấp nhận gửi cho Chiyome do Shingen ban hành và tuyên bố rằng, do sự cho phép này, "làng miko" mới xuất đầu lộ diện.Yoshimaru:p282
4. Tuyên bố rằng miko của làng đã trở thành gián điệp.Yoshimaru:p282
5. Tuyên bố rằng Chiyome sau đó đã trở thành một ninja.

Tuy nhiên, Yoshimaru Katsuya (吉丸雄哉), phó giáo sư của Đại học Mie người nghiên cứu văn học và ninja thời kỳ Edo, tuyên bố rằng Chiyome không thực sự tồn tại và liệt kê những điểm được cho là sai lầm trong cuốn sách của Inagaki:
1. Không có sử liệu nào mô tả chi tiết về trận chiến này.Yoshimaru:p282
2. Moritoki không chết trong trận chiến này.Yoshimaru:p284
3. Sự cho phép bằng văn bản này không còn tồn tại.Yoshimaru:p282 Nói chung, hầu hết các loại quyền như vậy đều bị làm giả.Yoshimaru:p284
4. Tuyên bố về hoạt động gián điệp của miko là không có căn cứ; nó chỉ dựa trên sự phỏng đoán của Inagaki.Yoshimaru:p284
5. Chẳng có căn cứ nào cả. Mặc dù Inagaki nhắc đến Lịch sử Miko Nhật Bản (日本巫女史), 1930, được viết bởi Nakayama Taro (中山太郎), cuốn sách này không nói gì về ninjaYoshimaru:p284 và tất cả sự ghi chép đầu tiên xuất hiện trong cuốn sách của Inagaki.

Tên của Chiyome trở nên nổi tiếng sau khi một bài báo dài hai trang về cô được xuất bản trong số đặc biệt năm 1991 của tạp chí Độc bản Lịch sử (歴史読本) có tiêu đề Tập san Phụ chương Đặc biệt: Tất cả Loại hình Ninja Tối hậu (臨時増刊号『決定版「忍者」の全て』).Yoshimaru:p285 Bài báo này nói rằng Chiyome là một ninja cấp cao (上忍); theo Yoshimaru, trong lịch sử không có thứ hạng như vậy trong hệ thống cấp bậc ninja.Yoshimaru:p285

## Ảnh hưởng văn hóa
Mochizuki Chiyome xuất hiện trong nhiều trò chơi điện tử (chủ yếu là những tựa game xã hội độc quyền ở Nhật) thường thể hiện trong bộ trang phục miko một phần hoặc đầy đủ, bao gồm Ayakashi: Ghost Guild, Blood Brothers, Chain Chronicle, Full Boko Heroes, Hero Hunter, Hyakuhime Ryoran! Sengoku Asuka, Jikuu Haoden, Juggler×Monster, Kamigoku no Valhalla Gate, Legend of the Cryptids, Legends of Drift, Nobunaga's Ambition: Souzou (DLC), Puzzle & Dragons, Samurai Princess Muramasa, Samurai Retsuden, Samurai Souls, Sangoku Collection, Sengoku Hagyo, Sangoku Heroes, Sangoku Saga, Sangoku Taisen, Sekigahara Engi, Sengoku Hime 3, Sengoku IXA, Shin Sengoku Buster, Shirogane no Seisen, Soul Circle, The Samurai Kingdom, Tenka Touitsu Chronicle, and Toukiden: The Age of Demons. Cô được nhắc đến qua vai trò là người huấn luyện cho nhân vật Kunoichi trong Samurai Warriors và xuất hiện trực tiếp trong Samurai Warriors 2, và là người tình của Shingen và là chủ nhân và người mẹ thay thế của Kurenai, nhân vật chính trong Red Ninja: End of Honor. Chiyome còn xuất hiện trong Assassin's Creed: Memories, là nơi cô được Templars chiêu mộ từ sau cái chết của Shingen và trở thành kẻ thù của Hattori Hanzo, và trong Onimusha Soul, cô phụng sự chúa quỷ Genma và xuất hiện dưới một số hình hài, lứa tuổi và kiểu dáng rất khác nhau. Cô là một nhân vật NPC bằng cách sử dụng pokémon loại Ground và Dark trong Pokémon Conquest, và các phiên bản ưu tú của những kẻ thù "Kunoichi" chung trong Marvel: Avengers Alliance và được đổi tên thành "Chiyome". Innocent World (bản tiếng Nhật của trò Aura Kingdom) đã đưa ra phiên bản cô gái mèo của Chiyome làm nhân vật người chơi, và một trò chơi khác có cô ấy dưới hình dạng loài mèo từ đầu tới chân. Trong Sangoku Taisen, cô được lồng tiếng bởi Miyuki Sawashiro. Cô còn xuất hiện như một Servant thuộc lớp Assassin trong Fate/Grand Order.
Yatsuko Tanami đóng vai cô trong bộ phim Sanada Yukimura no Bōryaku (còn gọi là Death of the Shogun, Renegade Ninjas, và The Shogun Assassins). Cô là nhân vật chính trong cuốn tiểu thuyết lịch sử tuổi mới lớn của David Kudler nhan đề Risuko.